# Ларанжал до Жари
Ларанжал до Жари, (на португалски: Laranjal do Jari) е град – община в западната част на бразилския щат Амапа. Общината е част от икономико-статистическия микрорегион Мазагао, мезорегион Южна Амапа. Населението на общината към 2010 г. е 39 805 души, а територията е 30 966.177 km² (1,29 д./km²).
Граничи с Френска Гвиана и Суринам на север, както и с общините Ояпоки, Педра Бранка до Амапари и Мазагао на запад, с Витория до Жари на юг и с Алмейрин (в щата Пара) на югозапад.

## История
Първите жители в региона, днес познат като Вали до Жари са индианците уаяни и апалаи, а по-късно и северняци (бразилци от северните щати), търсещи работа в екстракцията на каучук.
Сред тази група северняци проличава сеаранеца полк. Жозе Жулио ди Андради. На 35-годишна възраст той се утвърждава като един от най-големите земевладелци в света, след като купува около 3,5 млн. хектара земи чрез законни, но също и незаконни средства, конкретно чрез отчуждаване на земи и използвайки положението си на щатски депутат и сенатор от Пара. След време среща съпротива от група лейтенанти, поради което се вижда задължен да продаде предприятието си Жари на португалски предприемачи през 1948, по-късно продадено на американския милионер Даниел Лудвиг.
Основаването на града се свързва с периода на колонизация на р. Жари и с проекта „Жари Флорестал“, изработен през 1967 г. от Лудвиг, чието намерение тогава е да замести автохтонната растителност с хомогенни плантации от вида gmelina arborea за производството на целулоза, суровина за изготвянето на хартия. Други негови неуспешни проекти са желанието му да се превърне в най-големия производител на ориз, говеждо и свинско месо.
Ларанжал до Жари представлява огромен контраст между планирания и построен град Монти Доурадо, направен според модела на северноамериканските жилища от средната класа и Ларанжал до Жари, построен на левия бряг на р. Жари, върху дървени греди.
Общината е създадена на 17 декември 1987 г. Населението ѝ нараства значително през последните години, а около 90% от територията на общината са включени в зоната за защита на околната среда (APA), в която се намира Националния парк Планини на Тумукумаки.

## Образование
Сред проектите на Плана за развитие на образованието, към бразилското Министерство на образованието, възложен на INEP (Национален институт за образователни изследвания), в Северния регион на страната, щат Амапа, обществените градски училища на територията на Ларанжал до Жари, през 2005 г. получават следната оценка по IDEB (Индекс на развитие на основното образование):
| IDEB оценка, училище и място | IDEB оценка, училище и място                  | IDEB оценка, училище и място |
| ---------------------------- | --------------------------------------------- | ---------------------------- |
| Оценка                       | Училище                                       | Място                        |
| 3,6                          | Щатско у-ще Антонио до Жари                   | 21º                          |
| 3,6                          | Щатско у-ще Сония Енрикис Барето              | 22º                          |
| 3,6                          | Общинско у-ще Виня ди Лус                     | 23º                          |
| 3,3                          | Щатско у-ще Проф. Мария ди Назаре Р. да Силва | 56º                          |
| 3,2                          | Общинско у-ще Пауло Фрейри                    | 68º                          |
| 3,1                          | Щатско у-ще Просперидади                      | 81º                          |
| 3,1                          | Общинско у-ще Проф. Тереза Телис              | 82º                          |
| 3,1                          | Щатско у-ще Раймунда Родригис Капибериби      | 83º                          |
| 3,0                          | Общинско у-ще Жоао Кейрога ди Соуза           | 97º                          |
| 2,7                          | Щатско у-ще Бон Амиго до Жари                 | 122º                         |
| 2,5                          | Щатско у-ще Ирандир Понтис Нунис              | 125º                         |
| 2,5                          | Общинско у-ще Терезиня Лима Кейрога ди Соуза  | 126º                         |
| 2,2                          | Щатско у-ще Ген. Емилио Гарастазу Медиси      | 134º                         |
| 2,1                          | Общинско у-ще Зелия Консейсао Соуза да Силва  | 136º                         |